# Cencio Mantovani
Vincenzo „Cencio” Mantovani (ur. 17 października 1941 w Castel d’Ario, zm. 21 października 1989 w Suzzarze) – włoski kolarz torowy i szosowy, wicemistrz olimpijski oraz dwukrotny medalista torowych mistrzostw świata.

## Kariera
Pierwszy sukces w karierze Cencio Mantovani osiągnął w 1964 roku, kiedy wspólnie z Luigim Roncaglią, Carlo Rancatim, i Franco Testą zdobył srebrny medal w drużynowym wyścigu na dochodzenie podczas igrzysk olimpijskich w Tokio. W tym samym roku srebrny medal drużynowo zdobył także razem z Attilio Benfatto, Carlo Rancatim i Franco Testą na torowych mistrzostwach świata w Paryżu. Drugie miejsce w tej konkurencji Włosi z Mantovanim w składzie wywalczyli również na rozgrywanych w 1965 roku mistrzostwach świata w San Sebastián. W zawodach tych we włoskiej drużynie wystąpili także Aroldo Spadoni, Luigi Roncaglia oraz Cipriano Chemello. Cencio startował także w wyścigach szosowych, jednak bez większych sukcesów.